# Zamek w Bodzentynie

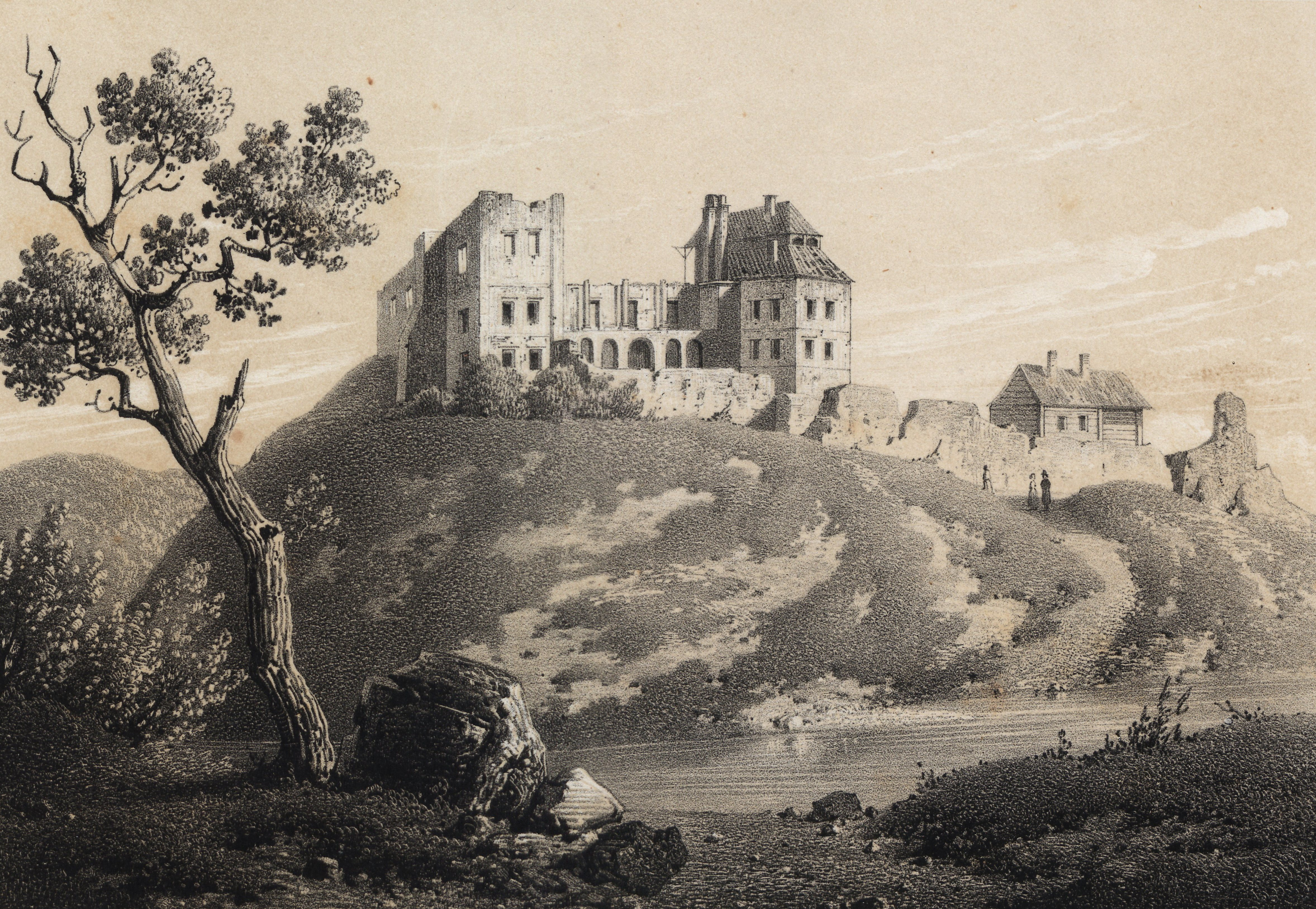
Zamek w połowie XIX w.

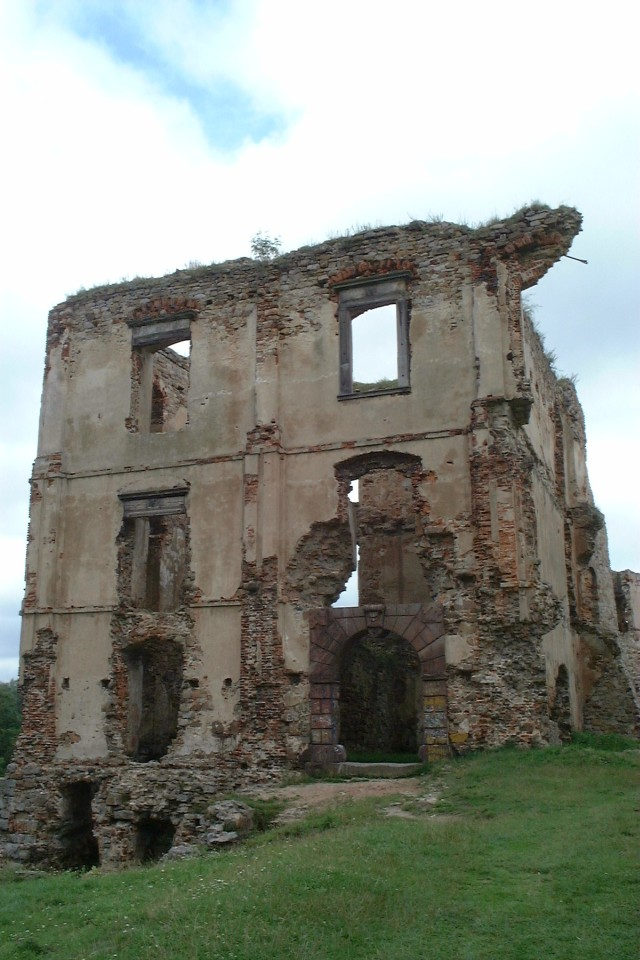
Zamek obecnie

Zamek w Bodzentynie – zamek w miejscowości Bodzentyn, zbudowany w II połowie XIV wieku, obecnie pozostający w stanie ruiny.

## Historia

### Zamek gotycki
Na początku XIV wieku biskup krakowski Bodzanta opuścił miejscowość Tarczek będącą dotąd jedyną siedzibą biskupów krakowskich na ziemi świętokrzyskiej i zbudował drewniany dwór na wzniesieniu nad rzeką Psarką. Dwór ten dość szybko uległ zniszczeniu, dlatego w II poł. XIV w. z inicjatywy biskupa krakowskiego Floriana z Mokrska herbu Jelita zbudowano na wzgórzu od północy piętrowy gotycki budynek z czworoboczną wieżą w północno-zachodniej części wzgórza o wymiarach 10,5 x 10,5 m. Całość otoczono fosą i połączono z murami miejskimi Bodzentyna. Jednym z najważniejszych wydarzeń w historii zamku był pobyt na nim 19 czerwca 1410 r. króla Władysława Jagiełły przy okazji pielgrzymki na Święty Krzyż w drodze na koncentrację armii przed bitwą pod Grunwaldem. Przyjął on wówczas w Bodzentynie posłów książąt pomorskich.
Zamek rozbudował kardynał Zbigniew Oleśnicki.
Po pożarze, około 1500 roku z fundacji kardynała Fryderyka Jagiellończyka powstał od strony wschodniej reprezentacyjny Dom Wielki o długości 40 metrów z wieżyczkami, o trzech kondygnacjach. W latach 1504–1524 dobudowano do gotyckiego skrzydła północnego od strony wschodniej dodatkowy ryzalit z kaplicą.

### Zamek renesansowy
Gotycki obronny zamek zaczął przebudowywać w 1572 roku Franciszek Krasiński, a ukończył w 1581 roku biskup Piotr Myszkowski, dzięki czemu zamek nabrał cech stylu renesansowego. Zbudowano wtedy wykusz na kaplicę zamkową, krużganki oraz domy dla gości i służby. Na zamku pracował wtedy włoski architekt Jan Balcer. 

### Zamek barokowy
Po 1607 roku biskup Piotr Tylicki polecił zbudować bramę przylegającą od strony południowej do dawnego Domu Wielkiego. We wrześniu 1622 roku zamek był nieskutecznie oblegany przez nieopłaconych polskich żołnierzy, którzy założyli konfederację lwowską.
Nowy, południowy dom wzniesiono w latach 1644-1652 zapewne z fundacji biskupa Piotra Gembickiego. Budowla uzyskała wówczas formę barokową, o planie w kształcie zbliżonym do podkowy. 
Ostatnia znacząca przebudowa zamku miała miejsce w latach 1668-1691 w czasie urzędowania biskupów: Andrzeja Trzebickiego. Rozebrano starą średniowieczną wieżę i część domu północnego oraz attykę i piece w Domu Wielkim. W nowych skrzydłach znalazły się: północny budynek średniowieczny i południowy bramny. Zbudowano most na filarach, ozdobną bramę z attyką i wymieniono kamieniarkę. Przebudowę korpusu zamkowego na barokową rezydencją, kontynuował biskup Jan Małachowski, zapewne wg projektu architekta Jana Solariego bądź Franciszka Solariego. Obiekt zyskał wtedy charakter wygodnej rezydencji pałacowej, która nie posiadała już cech obronnych. Ostatnim inwestorem w bodzentyńskiej rezydencji był w 2 połowie XVIII wieku biskup Kajetan Ignacy Sołtyk, zatrudniający architekta Jakuba Fontanę, jednak przypuszczalnie żadnych większych prac wtedy nie zrealizowano.

### Upadek
Znaczenie zamku w Bodzentynie zaczęło maleć po 1642 roku, czyli od czasu ukończenia budowy na polecenie biskupa Jakuba Zadzika nowego pałacu biskupów w Kielcach. W 1789 r. Sejm Czteroletni zadecydował o upaństwowieniu biskupich dóbr. Zamek przekształcono na spichlerz i szpital wojskowy. W 1814 r. budowlę ostatecznie opuszczono. Zamek stał się głównie źródłem darmowego budulca dla okolicznej ludności co doprowadziło go do ruiny. Dopiero w 1902 r. obiekt poddano ochronie. Nie powrócił on nigdy do dawnej świetności. Obecnie mury zabezpieczono, jako trwałą ruinę.

### Przebudowa i konwersje
Jesienią 2023 roku władze Gminy opublikowały ostateczną wizualizację i rozpoczęły pracę przy przebudowie zamku. Władze postawiły m.in. dobywać klatkę schodową i windę. Przedstawiony projekt wzbudził liczne kontrowersje, wątpliwości i uwagi miał np. historyk sztuki dr. Tomasz Ratajczak, który na swojej stronie "Zamki na nowo" stwierdził, że zamek "wymaga lepszego zabezpieczenia i konserwacji, ale w przypadku ewentualnej częściowej adaptacji trzeba mieć na to dobry pomysł, skonsultowany w szerszym gronie ekspertów, zarówno z dziedziny ochrony zabytków, jak i architektury."

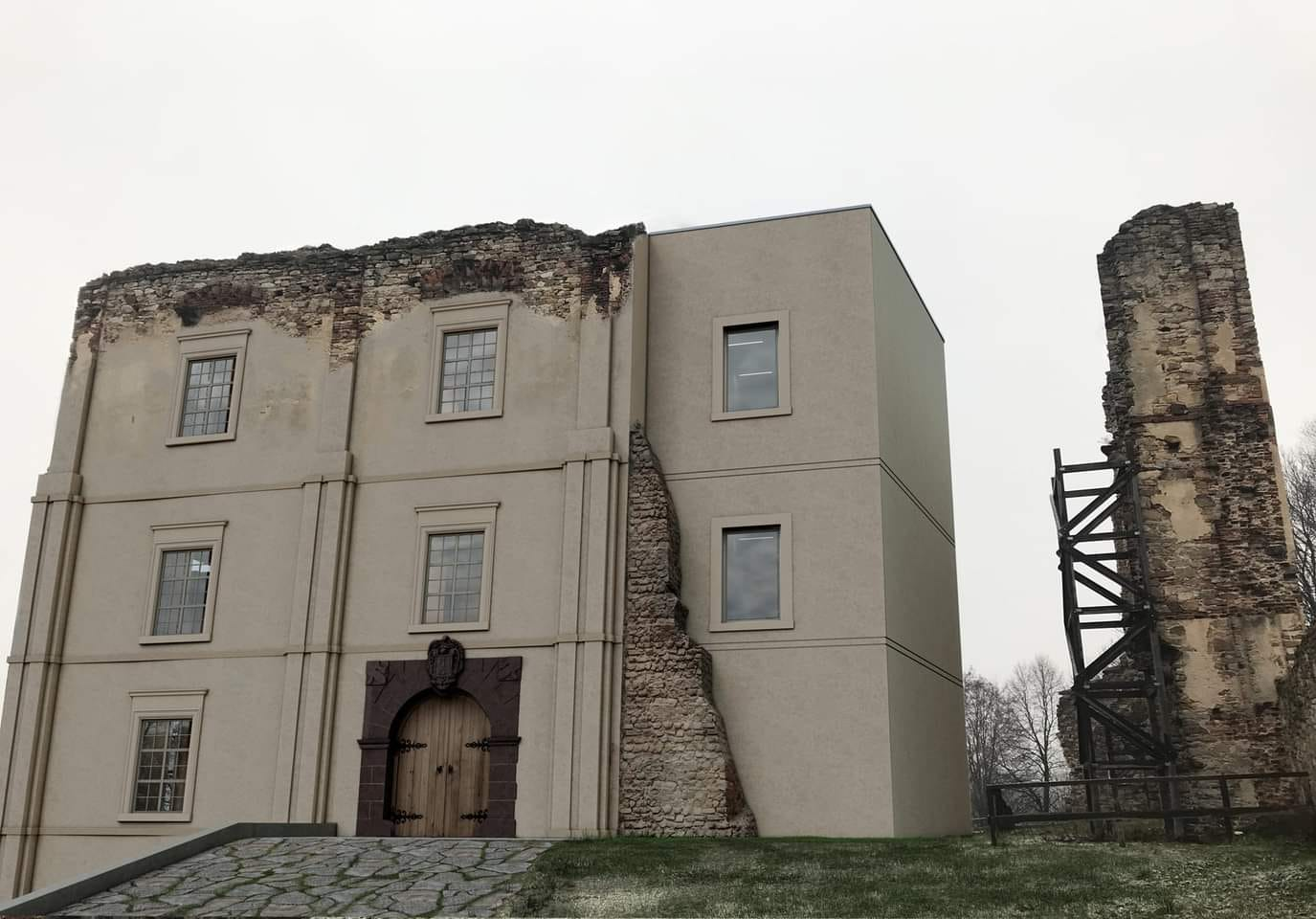
Wizualizacja przebudowy zamku w Bodzentynie